# Laccobius decorus
Laccobius decorus är en skalbaggsart som först beskrevs av Leonard Gyllenhaal 1827.  Laccobius decorus ingår i släktet Laccobius, och familjen palpbaggar. Enligt den finländska rödlistan är arten nära hotad i Finland. Arten är reproducerande i Sverige. Artens livsmiljö är Östersjön.